# Felicjan Karol Kuczborski
Felicjan Karol Kuczborski herbu Ogończyk (zm. w 1702 roku) – wojski trocki w latach 1694-1699, podstoli trocki w latach 1681-1702, miecznik grodzieński w latach 1673-1679.
Jako deputat podpisał pacta conventa Jana III Sobieskiego w 1674 roku.